# Дезенцано дел Гарда
Дезенцано дел Гарда (итал. Desenzano del Garda) град је у северној Италији. То је други по величини и значају град округа Бреша у оквиру италијанске покрајине Ломбардија.
Дезенцано дел Гарда је познато туристичко одредиште на језеру Гарда, које последњих година постаје стециште светске елите.

## Природне одлике
Град Дезенцано дел Гарда се налази 120 км источно од Милана, у северном делу Падске низије. Град се развио на јужној обали великог италијанског језера Гарда. Град се налази у равничарском крају, познатом по веома развијеној пољопривреди (вино, пиринач, житарице и млечни производи), на приближно 96 m надморске висине.

## Становништво
Према резултатима пописа становништва 2011. у општини је живело 26.793 становника.
| 1931.  | 1936.  | 1951.  | 1961.  | 1971.  | 1981.  | 1991.  | 2001.  | 2011.  |
| ------ | ------ | ------ | ------ | ------ | ------ | ------ | ------ | ------ |
| 10.915 | 10.360 | 12.087 | 14.294 | 17.900 | 20.020 | 21.183 | 23.651 | 26.793 |

Дезенцано дел Гарда данас има око 29.000 становника, махом Италијана. Током протеклих пар деценија градско становништво је нагло нарасло.

## Партнерски градови
- Амберг
- Винер Нојштат
- Сал
- Антиб

## Галерија
- Градска марина
- Градска фонтана
- Стари део града
- Стара градска лука